# The 4400
The 4400는 2004년 7월 11일부터 2007년 9월 16일까지 USA 네트워크에서 방영된 SF 드라마이다.

## 출연
- 조엘 그레치 - 톰 볼드윈
- 재클린 매켄지 - 다이애나 스쿠리스
- 마허셸랄하슈바즈 알리 - 리처드 타일러
- 패트릭 플러거 - 숀 패럴
- 콘치타 캠벨 - 마이아 스쿠리스
- 채드 파우스트 - 카일 본드윈
- 로라 앨런 - 릴리 타일러
- 카이 에릭 에릭슨 - 대니 패럴
- 브룩 네빈 - 니키 허드슨
- 피터 코요테 - 데니스 라일랜드
- 서맨사 페리스 - 니나 자비스
- 카리나 롬바드 - 알라나 마레바
- 메갈린 에치쿤워케 - 이저벨 타일러
- 빌리 캠벨 - 조던 콜리어
- 제니 베어드 - 메건 도일